# Leingarten
Leingarten (tiếng Đức: [ˈlaɪ̯nˌɡaʁtn̩] ⓘ) là một đô thị ở huyện Heilbronn, Baden-Württemberg, Đức. Đô thị này có diện tích 23,47 km², dân số thời điểm 31 tháng 12 năm 2020 là 11.741 người. Đô thị này tọa lạc 7 km về phía tây Heilbronn. Thời gian thành lập là ngày 1/1/1970 khi các đô thị Großgartach và Schluchtern được hợp nhất.
Leingarten tọa lạc ở phía tây của huyện Heilbronn.
Các thành phố và đô thị giáp ranh (từ phía đông, theo chiều kim đồng hồ): Heilbronn, Nordheim (Württemberg) và Schwaigern.